# Шэнъянь
Шэнъянь, иногда Шэн-янь (聖嚴; Пиньинь: Shèngyán, имя при рожд. Чжан Баокан 張寳康) (22.12.1931 — 03.02.2009) — буддисткий монах, учитель современного китайского чань-буддизма. Основатель Буддийской ассоциации Фагушань. Журналом «Содружество» (天下雜誌) в 1998 году был назван одним из 50 наиболее влиятельных людей на Тайване за 400 лет.

## Биография
В 14 лет стал послушником монастыря Гуанцзяо в Волчьих горах в китайской провинции Цзянсу, где провел несколько лет. Был мобилизован в армию Гоминьдана и вместе с ней эвакуировался на Тайвань в 1949 году. После демобилизации в 1959 году принял посвящение в сан. Более шести лет провёл в одиночном отшельничестве на юге Тайваня. Для того, чтобы поднять статус буддизма и качество религиозного образования, в 40-летнем возрасте монах решил получить университетское образование в Японии. После получения докторской степени в университете Риссё он уехал в США, где преподавал чаньские практики, будучи преемником линий линьцзи и цаодун. Чжан Баокан просто объяснял свое учение, что способствовало его широкому распространению. Монах написал более 100 книг.
В 1985-м году Шэнъянь основал Китайский институт буддийских исследований в Тайбэе и Университет Фагу для подготовки исследователей. В последние десятилетия вёл публичные диалоги со специалистами в области технологий, искусства и культуры, сотрудничал с представителями других религиозных традиций. Его ум и кругозор признаны как в собственной стране, так и за рубежом.
В сентябре 2006 году передал пост настоятеля своему ученику Го Дуну, учредив тем самым линию передачи Фагу.

## Дух линии передачи Фагу
Чань-буддизм преп. Шэнъяня наследует школам линьцзи и цаодун и интегрирует черты разных школ индийского и китайского буддизма. Монах сохранял приверженность традициям.

### Наследование школам Цаодун и Линьцзи и становление линии передачи Фагу
Мастер Шэнъянь является преемником дхармы мастера Дунчу линии цаодун, в которой «дух освобождает тело и душу, живя в настоящем». Ему было дано религиозное имя Хукун («пустота мудрости») и религиозный титул Шэнъянь («торжество святости»). Он также воспринял дхарму мастера Лингуана линии линьцзи, в которой «дух поднимается и позволяет быть свободным», получив имя Чжиган («воплощение силы») и титул Вэйжоу («созерцание мягкости»).
Выдвинув собственные идеи и новые интерпретации буддийского учения, Мастер Шэнъянь возродил практику «безмолвного озарения» линии цаодун. Он также утвердил сущность созерцания «хуатоу» линии линьцзи. Делая упор и на знание, и на практику, создал собственную оригинальную школу современного чань-буддизма. Таким образом, линия фагу («барабан дхармы») объединяет практики двух предшественников.

### Линия Фагу китайского чань-буддизма
Её характерными чертами являются социальная «включенность», толерантность, адаптируемость, способность соответствовать нуждам современных людей и общества. Мастер Шэнъянь обратился к индийскому и тибетскому буддизму в поисках свежей струи в развитии китайского буддизма, чтобы учение лучше соответствовало нынешним и будущим нуждам.
Шэнъянь развил линию фагу, чтобы воодушевить и направить монашествующих и мирских практиков на служение миссии возрождения китайского чань-буддизма, воссоединения прошлого и будущего на благо людей во всем мире.

## Основные даты биографии
1930 г. — родился в провинции Цзянсу, наречен Чжан Баокан;
1943 г. — стал послушником в монастыре Гуанцзяо, Наньтун, Цзянсу;
1949 г. — вступил в армию и эвакуировался на Тайвань из Шанхая в конце гражданской войны;
1959 г. — завершил службу в армии, посвящён в сан дост. Мастером Дунчу (1908—1977);
1961 г. — начал практику аскезы и 6-летнее отшельничество в монастыре Чаоюань в Гаосюне;
1969 г. — приступил к 6-летней учёбе в Университете Риссё, Токио, где получил докторскую степень по литературе;
1977 г. — вернулся на Тайвань, чтобы принять бразды управления Китайским институтом буддийской культуры и монастырем Нунчань согласно воле дост. Мастера Дунчу;
1979 г. — основал центр чань в Нью-Йорке, позднее переименованный в монастырь Дунчу;
1985 г. — основал Китайский институт буддийских исследований в Бэйтоу, Тайвань;
1989 г. — основал общество Фагушань;
1990 г. — созвал первую международную Китайскую буддийскую конференцию;
1992 г. — предложил в качестве основополагающей цели Фагушань «защиту духовной среды»;
1993 г. — провел первую на Тайване церемонию восприятия бодхисатвы; получил награду лидер кампании;
— получил премию Сунь Ятсена в области искусства и литературы за книгу «Жизнь бхикшу Шэнъяня и формирование его ума»;
1994 г. — выступает с инициативой защиты социальной среды и осуществляет совместные поминальные службы, празднования юбилеев и свадеб в буддийском стиле;
1997 г. — учредил ретрит-центр «Барабан Дхармы» в Пайн-Буш, Нью-Йорк;
— посещает 11 международный конгресс «Народы и религии» в Падуе, Италия, и встречается с Папой Иоанном Павлом II в Ватикане;
1998 г. — выбран журналом «Содружество» как один из 50 самых влиятельных людей на Таване за 400 лет;
— диалог с Его святейшеством Далай-ламой XIV на тему «Дух Манджушри: буддийские учения мудрости»;
1999 г. — предлагает пятичленную кампанию духовного возрождения;
— возглавил усилия Фагушань для помощи после землетрясения 9/21 на Тайване;
2000 г. — Посещает саммит религиозных и духовных лидеров, проводимый в штаб-квартире ООН в Нью-Йорке, представляя китайский буддизм;
— получает награду в области культуры Исполнительного юаня Тайваня за пожизненный вклад в работу по культурному образованию;
— проводит первый 49-дневный ретрит «тихого озарения» в ретрит-центре «Барабан Дхармы» в Пайн-Буш, Нью-Йорк;
2001 г. — проводит первый 49-дневный ретрит «тихого озарения» в Фагушани;
2002 г. — посещает Мировой экономический форум в Нью-Йорке;
— посещает Всемирный совет религиозных лидеров в Бангкоке;
— спонсирует и сопровождает возвращение статуи Будды Акшобхья, похищенной в 1997 г., в Пагоду Четырёх ворот в провинции Шаньдун, Китай;
— получает академическую награду Сунь Ятсена за книгу «Ключи Тяньтай к уму: простое изложение и комментарий Цзяогуан ганцзун»;
2003 г. — посетил с 10-дневным визитом Москву, сделал два доклада и провел чаньский ретрит;
— получил вторую Президентскую премию в области культуры за продвижение идеала «защиты духовной среды» и вклад в социальную гармонию и мир во всем мире;
— посетил Израиль и Палестину совместно с другими лидерами религиозного движения за мир;
2004 г. — посетил встречу WCRL и Всемирный молодёжный саммит за мир в Азиатско-Тихоокеанском регионе в Бангкоке и встречу WCRL в Иордании;
2005 г. — посетил и произнес речь на встрече лидеров за веру и развитие, организованную Мировым банком в Дублине, Ирландия;
— выступил с речами в Пекинском университете, Университете Цинхуа, Нанкинском университете и Университете Сунь Ятсена во время академического тура в Китай;
— получил почетную докторскую степень Буддийского университета Махачулалонгкорнраджавидьялайя, Таиланд;
2006 г. — возглавил делегацию 15 молодых лидеров, представляющих Фагушань, на Глобальном саммите молодёжных лидеров ООН в штаб-квартире ООН в Нью-Йорке;
— передал позицию настоятеля своему последователю, дост. Го Дуну;
2009 г., 3 февраля — скончался, возвращаясь в Фагушань после лечения в госпитале Национального университета Тайваня.